# Peziza nivalis
Peziza nivalis är en svampart som först beskrevs av R. Heim & L. Remy, och fick sitt nu gällande namn av Meinhard (Michael) Moser 1974. Peziza nivalis ingår i släktet Peziza och familjen Pezizaceae.   Inga underarter finns listade i Catalogue of Life.